# Cartosat (satélite)
Cartosat é o nome dado a uma série de satélites de observação da terra lançados pela Índia. A série Cartosat é uma parte do Programa Indiano de Sensoriamento Remoto do ISRO. Eles foram lançados especificamente para o gerenciamento e monitoramento dos recursos da Terra.